# Ferdinand Wüstenfeld

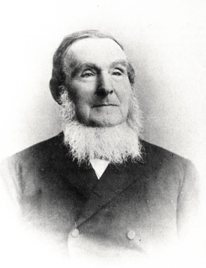
Heinrich Ferdinand Wüstenfeld

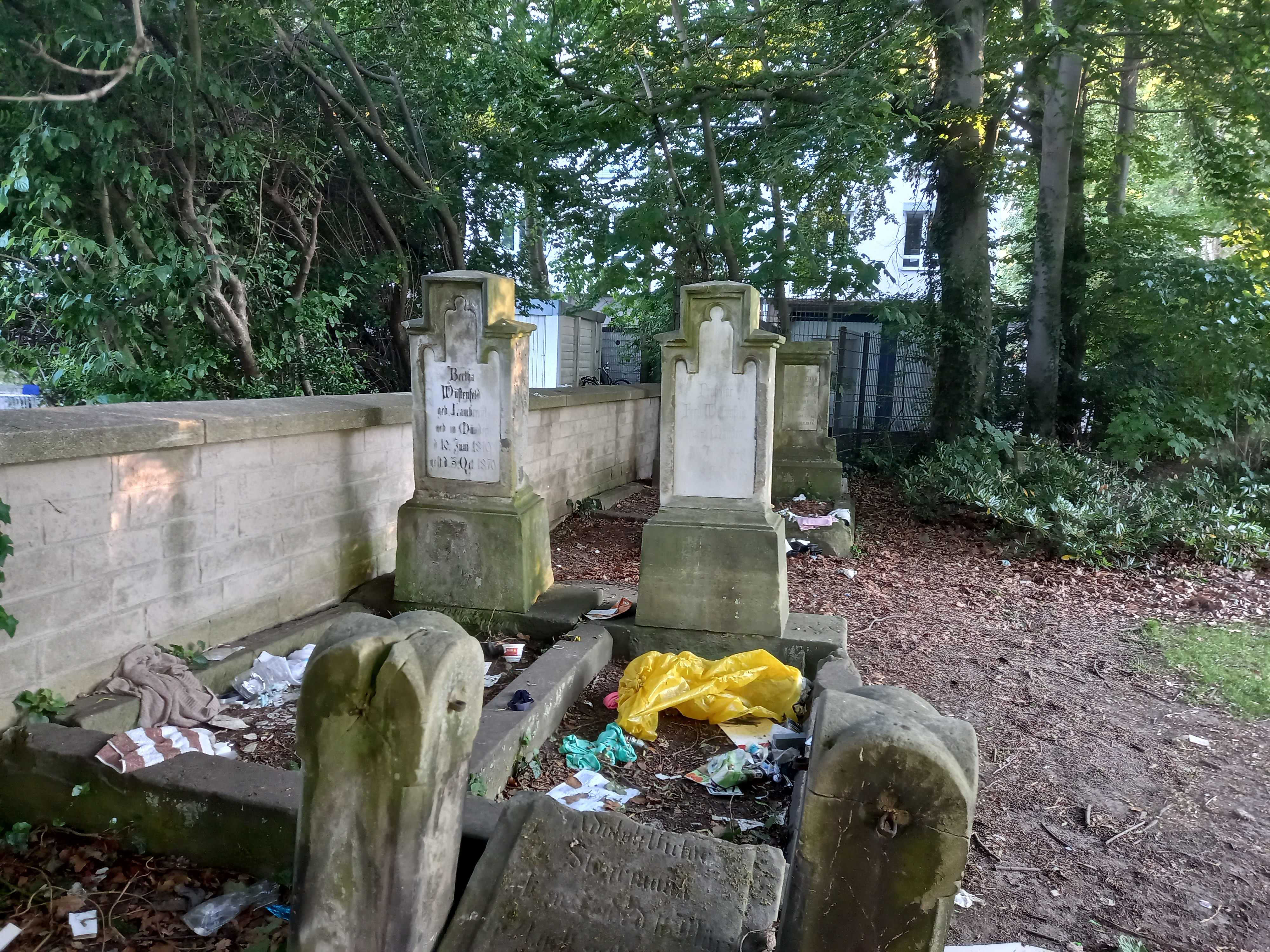
Das Grab von Ferdinand Wüstenfeld und seiner Ehefrau Bertha geborene Lambrecht auf dem Bartholomäusfriedhof in Göttingen

 Heinrich Ferdinand Wüstenfeld (* 31. Juli 1808 in Hannoversch Münden; † 8. Februar 1899 in Hannover) war ein deutscher Orientalist.

## Leben
Heinrich Ferdinand Wüstenfeld, der Sohn eines Zuckerfabrikanten, besuchte zunächst die Lateinschule in seiner Heimatstadt. Er studierte anschließend orientalische Sprachen einschließlich des Sanskrit in Göttingen und Berlin, promovierte am 18. Februar 1831 in Göttingen, unmittelbar nach der „Göttinger Revolution“, als fast alle Studenten zum Verlassen der Stadt gezwungen worden waren, und habilitierte sich dort 1832.
Zeit seines Lebens blieb er der Stadt verbunden: 1838 erhielt er eine Anstellung an der Universitätsbibliothek. 1842 wurde Wüstenfeld zum Extraordinarius ernannt und schließlich 1856 zum ordentlichen Professor der orientalischen Sprachen berufen. Ab 1876 war er Direktor der historischen Klasse der Akademie der Wissenschaften in Göttingen. 1889 trat er von seiner Stelle an der Universitätsbibliothek zurück.

## Mitgliedschaften
Ferdinand Wüstenfeld war Mitglied der Deutschen Morgenländischen Gesellschaft. Ab 1879 war Wüstenfeld korrespondierendes Mitglied der Preußischen Akademie der Wissenschaften. 1874 wurde er zum korrespondierenden Mitglied der Russischen Akademie der Wissenschaften in Sankt Petersburg gewählt.

## Wissenschaftliches Werk
Ferdinand Wüstenfeld machte es sich insbesondere zur Aufgabe, die wichtigen arabischen Quellenwerke, wie die des Ibn Challikan und des Ibn Hischām, herauszugeben. Daneben veröffentlichte er zahlreiche eigene Arbeiten zu Sprache und Geographie von Arabien, zur islamischen Zeitrechnung sowie zur Geschichte und Topographie von Mekka und Medina.

## Veröffentlichungen (Auswahl)
- Die Akademien der Araber und ihre Lehrer. Vandenhoeck & Ruprecht, Göttingen 1837. (Digitalisat)
- Geschichte der arabischen Ärzte und Naturforscher. 1. Ausgabe, Vandenhoeck & Ruprecht, Göttingen 1840 (Nachdruck: Olms, Hildesheim 1963), Digitalisat.
- Ueber das Kitâb al-Tabakât al-kabîr vom Sekretär des Wâkidî. In: Zeitschrift der Deutschen Morgenländischen Gesellschaft, Band 4. 1850. S. 187–197 (Digitalisat).
- Genealogische Tabellen der arabischen Stämme und Familien. Dieterich, Göttingen 1852. (Digitalisat Band 1), (B<nd 2,2)
- Ueber Hâschim und 'Abd-el-Muttalib die Vorfahren Muhammad's und über den Ursprung des Familienhasses zwischen den 'Abbasiden und Omajjaden. In: Zeitschrift der Deutschen Morgenländischen Gesellschaft, Band 7. 1853. S. 28–36 (Digitalisat).
- Vergleichungs-Tabellen der muhammedanischen und christlichen Zeitrechnung. Brockhaus, Leipzig 1854. (Digitalisat)
- Nachträgliches über Bahîra. In: Zeitschrift der Deutschen Morgenländischen Gesellschaft, Band 9. 1855. S. 799–800 (Digitalisat).
- Die Chroniken der Stadt Mekka. Leipzig 1857–1861 (Teil I: el-Azrakí's  (Digitalisat) Geschichte und Beschreibung der Stadt Mekka. Teil II: Auszüge aus den Geschichtsbüchern der Stadt Mekka. Teil III: Cutb ed-Dìn's Geschichte der Stadt Mekka. Band IV: Geschichte der Stadt Mekka. Nach den arabischen Chroniken bearbeitet.)
- Die Statthalter von Ägypten. 4 Abteilung (1875-76) (Digitalisat Band 1)
- Die Übersetzungen arabischer Werke in das Lateinische seit dem XI. Jahrhundert. In: Abhandlungen der königlichen Gesellschaft der Wissenschaften zu Göttingen. Band 22, 1877, S. 1–133.
- Das Heerwesen der Mohammedaner. Dieterich., Göttingen 1880. (Digitalisat)
- Geschichte der Fatimiden. Dieterich, Göttingen 1881. (Digitalisat)
- Die Geschichtsschreiber der Araber. Dieterichsche Verlagsbuchhandlung, Göttingen, 1882 (Aus dem XXVIII. und XXIX. Bande der Abhandlungen der Königlichen Gesellschaft der Wissenschaften zu Göttingen.)
- Jemen im 11. Jahrhundert und die Kriege der Türken. (1885)
- Die Scherife von Mekka im XI. (XVII.) Jahrhundert. Dieterich, Göttingen, 1885 Digitalisat
- Geschichte der Türken, mit besonderer Berücksichtigung des vermeintlichen Anrechts derselben auf den Besitz von Griechenland.  Dieterich, Göttingen 1899. (Digitalisat)